# Брус Ч. Мари
Брус Черчил Мари (30. новембар 1931 – 29. август 2013) био је амерички планетарни научник, директор Лабораторије за млазни погон и суоснивач Планетарног друштва.

## Образовање и младост
Мари је 1955. докторирао гелогију на Масачусетском технолошком институту  и запослио се у корпорацији Стандард ојл Калифорнија као геолог. Служио је у Америчком ратном ваздухопловству као геофизичар до 1960, када се запослио у Калифорнијском технолошком институту (Калтек) .

## Каријера
На Калтеку је 1963. постао ванредни професор, а 1969. редовни професор на предметима Планетарне науке и Геологија.
Од 1960. Мари је почео да ради као управник Лабораторије за млазни погон, а директор лабораторије је био од 1. априла 1976. до 30. јуна 1982. Био је значајан фактор у промовисању запошљавања жена инжењера у лабораторији, где је тренутно запослено више жена него у било којој другој оваквој институцији. Постао директор лабораторије у време када се буџет за истраживање свемира смањивао, али је он успео да спасе лансирање Галилео летелице на Јупитер.
Мари је открио  геолошку историју Марса користећи фотографије које је Маринер 4 1965. године сннимио; радио је са експериментални физичарем Бобом Лејтоном на овом задатку. Применио је сличну фотографску анализу када је радио као главни научник на Маринер 10.
Са Карлом Сејганом и Луисом Фридманом је основао Планетарно друштво и једно време радио као директор друштва.

## Лични живот и смрт
Мари се два пута женио. Са првом женом је имао је троје деце, али су се развели 1970. Године 1971, Мари се помово жени и добија још двоје деце.
Умро је у 29. августа 2013. у 81. години живота у свом дому у Оушенсајду Калифорнији  од Алцхајмерове болести.

## Награде и признања
Добио је нахраду Карл Сејган 1997.
Астероид 4957 Брусмариј је назван по њему.
НАСА је назвала два топонима на Марсу у његову част.